# Joseph ibn Nagrela
Cette page contient des caractères spéciaux ou non latins. S’ils s’affichent mal (▯, ?, etc.), consultez la page d’aide Unicode.
Joseph ibn Nagrela (hébreu יהוסף בן שמואל הלוי הנגיד Yehossef ben Shmouel HaLevi HaNaggid, arabe ابو حسين بن النغريلة Abu Hussein bin Nagrela) est un rabbin et homme d'État andalou du XIe siècle (Grenade, le 15 septembre 1035 - le 30 décembre 1066).
Il a assumé après son père, Samuel ibn Nagrela, les fonctions de vizir auprès du roi berbère Badis al-Muzaffar de Grenade et de Naggid (prince) de la communauté juive locale. Cependant, il se révèle moins habile que son père, qui avait réussi à se maintenir au rang le plus élevé de l'État, après celui de sultan, pendant près de trente ans (de 1027 à sa mort en 1055 ou 56). Jugé trop orgueilleux, il est en butte à l'hostilité de la population musulmane, et assassiné. « Le propagandiste de ce meurtre est Abou Ishaq qui a fait circuler des écrits incendiaires contre les Juifs ». Toujours à l'instigation d’Abou Ishaq, l’assassinat de Joseph ibn Nagrela est suivi du massacre de Grenade, au cours duquel la quasi-totalité des Juifs de Grenade, soit 4 000 personnes, ont trouvé la mort.

## Éléments biographiques

### Jeunes années
Joseph naît à Grenade, où son père occupe de hautes fonctions officielles. Il indique, en préface à l'un de ses Diwan de son père, avoir commencé à copier ces poèmes à l'âge de huit ans, et d'avoir accompagné son père sur le champ de bataille un an plus tard.
Son père sera son premier maître ; ce serait à l'intention de Joseph que Samuel aurait rédigé le Mevo HaTalmud (introduction méthodologique au Talmud).
 Selon certains, il aurait également étudié auprès du Rav Nissim Gaon, dirigeant de la communauté juive de Kairouan, dont Joseph épousera plus tard la fille. 
Joseph succède à son père auprès du roi, et à la tête de l'académie talmudique de Grenade. Il pourvoit à la formation de nombreux étudiants, dont le talmudiste Isaac ben Baroukh ibn Albalia et le poète Isaac ibn Ghayyat. Sa générosité est également louée par des poètes arabes.

### Exécution publique
Le 30 décembre 1066, Joseph est assassiné par une foule furieuse et son corps exhibé publiquement sur une croix. Les chroniqueurs arabes contemporains de l'évènement le dépeignent comme un individu orgueilleux, incroyant, ayant publiquement raillé les principes de l'islam. Un tel portrait tranche avec celui du chroniqueur juif Abraham ibn Dawd, selon lequel Joseph avait hérité des qualités de son père, à l'exception de sa modestie. 
Son caractère ostentatoire, ainsi que sa propension à nommer des Juifs à de hautes fonctions publiques attirent sur lui le courroux des Berbères, ethnie dominante de Grenade à l'époque. Bien que bénéficiant du soutien absolu de Badis, il est l'objet de plusieurs poèmes critiques d'Abu Ishaq d'Elvira et accusé de plusieurs actes de violence, de faire espionner le roi, voire de chercher à le trahir au profit du roi rival, Al-Mu'tasim d'Almería, avant de tuer celui-ci.
Les émeutiers font irruption dans le palais royal où Joseph a cherché refuge. Il tente de se cacher dans un puits à charbon et se noircit la face afin de se rendre méconnaissable, mais en vain. De nombreux Juifs de Grenade meurent le même jour et le jour suivant.
L'épouse de Joseph parvient à fuir à Lucena avec leur fils Azarya, et est entretenue par la communauté locale. Azarya meurt jeune et sans descendance.

## Œuvre
On ne connaît rien de l'œuvre littéraire de Joseph, à l'exception de sa préface aux Diwan de son père. Une lettre adressée à Nissim Gaon lui est également attribuée.